# Doulcon
Doulcon is een gemeente in het Franse departement Meuse (regio Grand Est) en telt 421 inwoners (2004).
De plaats maakt deel uit van het kanton Stenay in het arrondissement Verdun. Tot 1 januari 2015 was het deel van het kanton Dun-sur-Meuse, dat op die dag werd opgeheven.

## Geografie
| Aangrenzende gemeenten | Aangrenzende gemeenten | Aangrenzende gemeenten | Aangrenzende gemeenten | Aangrenzende gemeenten |
| ---------------------- | ---------------------- | ---------------------- | ---------------------- | ---------------------- |
|                        |                        | Mont-devant-Sassey     |                        | Sassey-sur-Meuse       |
|                        |                        |                        |                        |                        |
| Villers-devant-Dun     | Dun-sur-Meuse          |                        |                        |                        |
|                        |                        |                        |                        |                        |
| Aincreville            |                        | Cléry-le-Grand         |                        | Cléry-le-Petit         |

De onderstaande kaart toont de ligging van Doulcon met de belangrijkste infrastructuur en aangrenzende gemeenten.

## Demografie
Onderstaande figuur toont het verloop van het inwonertal (bron: INSEE-tellingen).